# Moi, Arthur, 12 ans, chasseur de dragons
Pour plus de détails, voir Fiche technique et Distribution.
Moi, Arthur, 12 ans, chasseur de dragons (Adventures of a Teenage Dragonslayer) est un film américain réalisé par Andrew Lauer, diffusé en 2010.

## Synopsis
Arthur est un jeune garçon de 12 ans comme les autres, jusqu’au jour où il rencontre un troll magique qui sait que le jeune garçon détient un secret pour combattre un maléfique dragon qui menace de détruire l’humanité. Avec l’aide du troll et de ses deux meilleurs amis, Arthur va lutter contre cette créature qui a le pouvoir de prendre une apparence humaine à tout moment…

## Fiche technique
Source principale de la fiche technique :
- Titre : Moi, Arthur, 12 ans, chasseur de dragons
- Titre original : Adventures of a Teenage Dragonslayer
- Autre titre : I Was a 7th Grade Dragon Slayer
- Réalisation : Andrew Lauer
- Scénario : Jamie Nash
- Direction artistique : Ned Lathrop
- Musique : Mark Oates
- Décors : Paula Dal Santo
- Costumes : Erin Moots
- Photographie : Luis M. Robinson
- Son :
- Montage : Coby Dax et Brent Peterson
- Production : Ryil Adamson et Gavin Gillette
- Production associée : Pauline Adamson, Barton Bond, Wendy Deetz, Grubb Graebner et Andrew Lauer
- Production exécutive : Ella Sitkin
- Société de production : Razor Sharp Productions
- Distribution
- États-Unis et  Canada : Screen Media Films (cinéma, DVD et Blu-ray)4 Canada : Alliance Films (DVD)
- Budget : 3.250.000 $ (estimation)[2]
- Dates de tournage : du 13 juin 2009 au 9 juillet 2009, à Albuquerque, Nouveau-Mexique,  États-Unis
- Pays :  États-Unis
- Format : Couleur
- Genre : Aventure, comédie et fantasy
- Durée : 93 minutes
- Dates de diffusion : 
  -  États-Unis : 16 avril 2010 (Buffalo Niagara Film Festival)
  -  France : 30 août 2011 sur Gulli

## Distribution
Source principale de la distribution :
| - Lea Thompson : Laura - Wendie Malick : Vice Principal Metz - Hunter Allan : Arthur - Eric Lutes : Shane - Richard Sellers : Bart - Abigail Victor : Natalie - Ryan Bradley Norris : Tim | - Amy Pietz : Officier Annie - Andrew Lauer : Dad - Jordan Reynolds : Larry Metz - Shawn Prince : Jaws - Sam Webb : Munch - Ryil Adamson : Flic |